# Hán Thọ
Hán Thọ (汉寿县, Hán Việt: Hán Thọ huyện) là một huyện thuộc địa cấp thị Thường Đức, tỉnh Hồ Nam, Cộng hòa Nhân dân Trung Hoa. Huyện này có diện tích 2023  km², dân số năm 2003 là 766.923. GDP năm 2002 là 3,59 tỷ nhân dân tệ.

## Hành chính
Huyện Hán Thọ có các đơn vị hành chính sau:
- Trấn: Thành Quan, Thái Tử Miếu, Quân San Phô, Tây Hồ, Bạch Lộc Kiều, Dậu Cảng, Thương Cảng, Pha Đầu, Nham Uông Hồ, Châu Khẩu, Thôi Gia Kiều, Tưởng Gia Chủy, Dục Đức Phô và Quán Đầu Chuỷ.
- 17 hương: Tam Hoà, Đại Nam Hồ, Nguyệt Minh Đàm, Phong Gia Phô, hương dân tộc Hồi Duy-ngô-nhĩ Mao Gia Than, Văn Uý, Đông Nhạc Miếu, Đàm Kiều, Tây Trúc San, Dương Nam Đường, Vi Chỉ Hồ, Chu Văn Miếu, Nham Chuỷ, Áp Tử Cảng, Chu Mộc San, Niếp Gia Kiều và Tân Hưng
- 2 nông trường và ngư trường
- 1 khu phát triển cấp tỉnh

## Khí hậu
| Dữ liệu khí hậu của Hán Thọ (1991–2020 normals, extremes 1981–2010) | Dữ liệu khí hậu của Hán Thọ (1991–2020 normals, extremes 1981–2010) | Dữ liệu khí hậu của Hán Thọ (1991–2020 normals, extremes 1981–2010) | Dữ liệu khí hậu của Hán Thọ (1991–2020 normals, extremes 1981–2010) | Dữ liệu khí hậu của Hán Thọ (1991–2020 normals, extremes 1981–2010) | Dữ liệu khí hậu của Hán Thọ (1991–2020 normals, extremes 1981–2010) | Dữ liệu khí hậu của Hán Thọ (1991–2020 normals, extremes 1981–2010) | Dữ liệu khí hậu của Hán Thọ (1991–2020 normals, extremes 1981–2010) | Dữ liệu khí hậu của Hán Thọ (1991–2020 normals, extremes 1981–2010) | Dữ liệu khí hậu của Hán Thọ (1991–2020 normals, extremes 1981–2010) | Dữ liệu khí hậu của Hán Thọ (1991–2020 normals, extremes 1981–2010) | Dữ liệu khí hậu của Hán Thọ (1991–2020 normals, extremes 1981–2010) | Dữ liệu khí hậu của Hán Thọ (1991–2020 normals, extremes 1981–2010) | Dữ liệu khí hậu của Hán Thọ (1991–2020 normals, extremes 1981–2010) |
| Tháng                                                               | 1                                                                   | 2                                                                   | 3                                                                   | 4                                                                   | 5                                                                   | 6                                                                   | 7                                                                   | 8                                                                   | 9                                                                   | 10                                                                  | 11                                                                  | 12                                                                  | Năm                                                                 |
| ------------------------------------------------------------------- | ------------------------------------------------------------------- | ------------------------------------------------------------------- | ------------------------------------------------------------------- | ------------------------------------------------------------------- | ------------------------------------------------------------------- | ------------------------------------------------------------------- | ------------------------------------------------------------------- | ------------------------------------------------------------------- | ------------------------------------------------------------------- | ------------------------------------------------------------------- | ------------------------------------------------------------------- | ------------------------------------------------------------------- | ------------------------------------------------------------------- |
| Cao kỉ lục °C (°F)                                                  | 23.3 (73.9)                                                         | 30.2 (86.4)                                                         | 34.3 (93.7)                                                         | 35.6 (96.1)                                                         | 36.5 (97.7)                                                         | 38.1 (100.6)                                                        | 39.9 (103.8)                                                        | 40.4 (104.7)                                                        | 38.2 (100.8)                                                        | 35.1 (95.2)                                                         | 30.8 (87.4)                                                         | 25.1 (77.2)                                                         | 40.4 (104.7)                                                        |
| Trung bình ngày tối đa °C (°F)                                      | 8.4 (47.1)                                                          | 11.3 (52.3)                                                         | 15.9 (60.6)                                                         | 22.2 (72.0)                                                         | 26.8 (80.2)                                                         | 29.9 (85.8)                                                         | 33.2 (91.8)                                                         | 32.5 (90.5)                                                         | 28.1 (82.6)                                                         | 22.7 (72.9)                                                         | 17.0 (62.6)                                                         | 11.1 (52.0)                                                         | 21.6 (70.9)                                                         |
| Trung bình ngày °C (°F)                                             | 5.0 (41.0)                                                          | 7.5 (45.5)                                                          | 11.8 (53.2)                                                         | 17.7 (63.9)                                                         | 22.4 (72.3)                                                         | 25.8 (78.4)                                                         | 29.0 (84.2)                                                         | 28.2 (82.8)                                                         | 23.8 (74.8)                                                         | 18.3 (64.9)                                                         | 12.7 (54.9)                                                         | 7.3 (45.1)                                                          | 17.5 (63.4)                                                         |
| Tối thiểu trung bình ngày °C (°F)                                   | 2.6 (36.7)                                                          | 4.8 (40.6)                                                          | 8.8 (47.8)                                                          | 14.4 (57.9)                                                         | 19.0 (66.2)                                                         | 22.8 (73.0)                                                         | 25.8 (78.4)                                                         | 25.2 (77.4)                                                         | 20.8 (69.4)                                                         | 15.3 (59.5)                                                         | 9.7 (49.5)                                                          | 4.6 (40.3)                                                          | 14.5 (58.1)                                                         |
| Thấp kỉ lục °C (°F)                                                 | −10.6 (12.9)                                                        | −4.3 (24.3)                                                         | −1.6 (29.1)                                                         | 2.3 (36.1)                                                          | 9.9 (49.8)                                                          | 13.2 (55.8)                                                         | 18.8 (65.8)                                                         | 16.6 (61.9)                                                         | 11.0 (51.8)                                                         | 4.1 (39.4)                                                          | −0.4 (31.3)                                                         | −6.3 (20.7)                                                         | −10.6 (12.9)                                                        |
| Lượng Giáng thủy trung bình mm (inches)                             | 68.3 (2.69)                                                         | 78.9 (3.11)                                                         | 125.7 (4.95)                                                        | 155.5 (6.12)                                                        | 193.2 (7.61)                                                        | 203.4 (8.01)                                                        | 191.6 (7.54)                                                        | 112.1 (4.41)                                                        | 87.5 (3.44)                                                         | 89.7 (3.53)                                                         | 81.6 (3.21)                                                         | 44.6 (1.76)                                                         | 1.432,1 (56.38)                                                     |
| Số ngày giáng thủy trung bình (≥ 0.1 mm)                            | 12.2                                                                | 12.6                                                                | 15.6                                                                | 15.5                                                                | 14.8                                                                | 14.5                                                                | 11.2                                                                | 9.9                                                                 | 9.1                                                                 | 11.3                                                                | 10.5                                                                | 10.0                                                                | 147.2                                                               |
| Số ngày tuyết rơi trung bình                                        | 5.8                                                                 | 3.0                                                                 | 1.1                                                                 | 0                                                                   | 0                                                                   | 0                                                                   | 0                                                                   | 0                                                                   | 0                                                                   | 0                                                                   | 0.2                                                                 | 2.0                                                                 | 12.1                                                                |
| Độ ẩm tương đối trung bình (%)                                      | 79                                                                  | 79                                                                  | 79                                                                  | 78                                                                  | 79                                                                  | 82                                                                  | 78                                                                  | 79                                                                  | 80                                                                  | 80                                                                  | 80                                                                  | 77                                                                  | 79                                                                  |
| Số giờ nắng trung bình tháng                                        | 77.9                                                                | 74.4                                                                | 100.5                                                               | 125.9                                                               | 148.3                                                               | 140.8                                                               | 203.9                                                               | 200.7                                                               | 148.0                                                               | 127.0                                                               | 113.5                                                               | 100.4                                                               | 1.561,3                                                             |
| Phần trăm nắng có thể                                               | 24                                                                  | 23                                                                  | 27                                                                  | 33                                                                  | 35                                                                  | 34                                                                  | 48                                                                  | 50                                                                  | 40                                                                  | 36                                                                  | 36                                                                  | 32                                                                  | 35                                                                  |
| Nguồn: China Meteorological Administration                          |                                                                     |                                                                     |                                                                     |                                                                     |                                                                     |                                                                     |                                                                     |                                                                     |                                                                     |                                                                     |                                                                     |                                                                     |                                                                     |